# Приходько Олег Костянтинович
Приходько Олег Костянтинович (нар. 8 квітня 1954, Миколаїв, Україна) — радянський і український художник-живописець, голова правління Миколаївської обласної організації Національної спілки художників (1992—1994, 2005—2017), Заслужений діяч мистецтв України (1993), медаліст Національної академії мистецтв України, лавреат міжнародної премії імені І. Огієнка у галузі мистецтва (2005) і обласної премії імені М. Аркаса (2010).

## Життєпис
Народився 8 квітня 1954 року в Миколаєві. Протягом 1969—1973 років навчався в Одеському художньому училищі імені М. Грекова.
Член Національної спілки художників України з 1985 року.
У 2001 році закінчив Миколаївську філію Київського національного університету культури і мистецтва. З того ж року і до 2007 — завідувач кафедри реставрації та графічного дизайну університету. З 2007 року — викладач Кримської філії Національної академії образотворчого мистецтва і архітектури.
Двічі обіймав посаду голови правління Миколаївської обласної організації Національної спілки художників (1992—1994, 2005—2017).

## Творчість
Працює в галузі портрета, жанрової картини, пейзажу. Віддає перевагу написанню творів на історичну тему, портретів або пейзажів. Починаючи з 1991 року, у творчості художника з'являється нова тема релігійно-містичного змісту. Він починає експериментувати не тільки з темами та сюжетами, але і з кольоровою гамою. Значне місце у творчості займають пленерні роботи.
Учасник обласних, республіканських, міжнародних виставок з 1973 року. Роботи художника знаходяться в художніх музеях України, музеї Культурного центру в Шанхаї (Китай), приватних колекціях США, Аргентини, Франції, Росії, Фінляндії та України.

## Нагороди, звання
- Заслужений діяч мистецтв України (1993)
- Золота та срібна медалі Національної академії мистецтв України;
- Лавреат премії ім. Т. Н. Яблонської;
- Лавреат міжнародної премії ім. І. Огієнка у галузі мистецтва (2005);
- Лавреат Миколаївської обласної премії ім. М. М. Аркаса (2010);
- Медаль Руфіна Судковського;
- Почесна відзнака «За досягнення в розвитку культури і мистецтв»;
- Почесна відзнака «За багаторічну плідну працю в галузі культури»;
- Звання «Городянин року» в номінації «Мистецтво» (2010);
- Почесна відзнака Миколаївської обласної ради «За заслуги перед Миколаївщиною» (2015);
- Лавреат регіональної відкритої премії ім. А. Д. Антонюка (2021);
- Орден Святого Рівноапостольного князя Володимира Великого (2022).